# Vivo
Vivo Communication Technology — китайская компания, являющаяся одним из крупнейших производителей смартфонов в мире.

## История
Компания основана в 2009 году в Дунгуане как дочерняя компанией холдинга «BBK Electronics». Первые смартфоны были выпущены в 2011 году.
С 2014 года вышла на зарубежные рынки, начав работать в Индии и странах Юго-Восточной Азии.
По итогам первого квартала 2017 года, Vivo поставила на рынок 600,2 млн смартфонов, что позволило компании занять 5-е место в глобальном рейтинге производителей смартфонов. Такая же позиция сохранилась и по итогам второго квартала 2017 года. Vivo практически не имеет присутствия на Западе, но китайский рынок смартфонов является настолько ёмким, что присутствие на нём в тройке лидеров позволяет входить в число ведущих производителей в мире. На 2017 год Vivo владела четырьмя заводами, два из которых расположены в Китае, по одному в Индии и Индонезии. В 2017 году Vivo стала официальным спонсором FIFA, чтобы стать официальным брендом смартфонов чемпионатов мира по футболу 2018 и 2022 годов. Компания также подписала соглашение с УЕФА в качестве официального партнера Евро-2020 и Чемпионат Европы по футболу 2024.
На российский рынок компания вышла с декабря 2017 года. В Казахстане присутствует с июня 2019 года.
В 2019 году основала собственную дочернюю компанию IQOO, также занимающуюся производством смартфонов.
На смартфонах Vivo кнопка регулировки громкости находится на правой грани корпуса, в отличие от родственного бренда Oppo, который размещает их слева. Такое разделение для головной компании BBK являлось способом обслужить покупателей в зависимости от того, какое расположение кнопок громкости им субъективно привычнее.
После ликвидации компании «BBK Electronics» 7 апреля 2023 года «Vivo» стала полностью независимой компанией.